# Бриње
Бриње је насељено мјесто и сједиште истоимене општине у сјеверозападној Лици, у Личко-сењској жупанији, Република Хрватска.

## Географија
Лежи у високој 500 m у крашкој ували Брињског поља (6 km²) између огранака Велебита и Капеле, на Јозефинској цести Карловац - Сењ.
Бриње је од Оточца удаљено око 26 km.

## Историја
Као први господари Бриња спомињу се Франкопани. Године 1530. су спалили читаву варош, а већ 1537. уступио је Вук Франкопан брињску тврђаву крајишкој војсци.
На брињско подручје Срби су доселили 1638. из Турске. У тој сеоби дошло је само 13 породица, али се нешто касније доселило још 13. Међу њима били су ови родови: Бањеглави, Божанићи, Буквићи, Вранеши, Вујићи, Галовићи, Гостовићи, Ђурићи, Кнежевићи, Којчини, Косовци, Лончари, Маљковићи, Маричићи, Милошевићи, Орлићи, Орловићи, Платише, Протулипци, Рајачићи, Рапајићи, Скакавци, Смиљанићи, Станићи, Хајдуци и Шушњари. Већ у досељењу сви су ти родови били јаке задруге које су се у једном нараштају већ толико увећале да су 1658. имале 66 кућа са 585 чељади.
Брињани су учествовали у бројним устанцима крајишника против Крајишких власти. Истакли су се у два устанка 1719, којима је био повод стационирања страних трупа на подручју Крајине и забрана размене соли за брашно. У оба устанка крајишници су постигли дјелимичан успјех: против устаника нису предузимане никакве репресалије, а крајишницима је дато и формално обећање да се њихова права више неће крњити. Из Бриња је потекла иницијатива за нови устанак 1746, у којем су крајишници својом Прокламацијом позвали читав народ Крајине на устанак. Повод устанку је било увођење Регуламента, којим је укинут и послиједњи остатак крајишке самоуправе (кнезови, нродни судови и др.). Тај устанак је био угушен у крви. У реорганизацији Војне крајине 1764. Бриње је потпало оточачкој, а годину дана касније огулинској регименти.

## Бриње у НОБ-у
Средином априла 1941. године у Брињу су усташе успоставиле власт, а Италијани гарнизон. Комунисти Бриња и околине су почели припреме за устанак у мају 1941. Крајем јула у околини су основани партизански логори (у Станици, на Свракуши, Паносу и Липовцу), из којих су партизани одлазили у акције на италијанске и усташке патроле, колоне и посаде. Средином септембра изабран је Котарски комитет КП Хрватске, а почетком октобра 1941, Котарски комитет СКОЈ-а за Бриње. У децембру је формирана Брињска партизанска чета, која је у априлу 1942. прерасла у батаљон „Љубица Геровац“. У Водотечу је 18. децембра 1941. изабран Котарски НОО за Бриње. За развој НОБ-а значајна је котарска партијска конференција одржана 3. априла 1942. године. Бриње су 12. априла 1943. ослободиле јединице V оперативне зоне Главног штаба НОВ и ПО Хрватске и у њему је формиран штаб 13. дивизије НОВЈ. Дјелови њемачког 901. моторизованг пука продрли су у Бриње 16. октобра 1943. године. Коначно су га ослободиле јединице 7. дивизије НОВЈ 6. априла 1945. године. Народ Бриња и околине масовно је учествовао у НОП-у. Погинуло је више од 650 родољуба хрватске и српске националности, а међу њима и три народна хероја — Никола Бабић Мика, Срђан Узелац и Ивица Ловинчић .

## Култура

### Парохија
У Брињу је сједиште истоимене парохије Српске православне цркве. Парохија Бриње припада Архијерејском намјесништву личком у саставу Епархије Горњокарловачке. У Брињу се налази храм Српске православне цркве Преображења Господњег саграђен 1939. године, а обновљен 1990. године. Парохију сачињавају: Бриње, Прокике, Добрица, Рајачићи, Рапајин До и Жупањ.

### Културно-историјски споменици
Изнад мјеста су рушевине средњовјековног града Сокоца. У фортификативну архитектуру старог насеља (XIV—XVII вијек), коју граде Франкопани, а од 1536. обнавља Војна крајина (бранич-кула, градска врата, угаоне куле и бастиони), уклапа се и троугла готичка капела Св. Марије (готски портал и сводови, готичка скулптура Богородице с дјететом с почетка XV вијека, Пиета из XV вијека). У Брињу су и готичка капела Св. Вида из XV вијека и жупна црква изграђена 1700. године.

## Становништво
На попису становништва 2011. године, општина Бриње је имала 3.256 становника, од чега у самом Брињу 1.479.
| Демографија | Демографија | Демографија |
| Година      | Становника  | Становника  |
| ----------- | ----------- | ----------- |
| 1971.       | 2.310       |             |
| 1981.       | 2.048       |             |
| 1991.       | 2.049       |             |
| 2001.       | 1.707       |             |
| 2011.       |             | 1.479       |

- напомена:

1991. године повећано припајањем насеља Драженовићи, Каменица Брињска и Лучане, која су престала постојати, као и дио насеља Стајница (Сертићи) у којем је садржан дио података од 1857. до 1880. Садржи податке за бивша насеља Блажани, Драженовићи, Дреновац Брињски, Хобари, Хољевци, Јелићи, Калањи, Каменица Брињска, Линарићи, Локмери, Лучане, Перковићи Брињски, Радотићи, Рајковићи и Вучетићи.

### Попис 1991.
На попису становништва 1991. године, насељено место Бриње је имало 2.049 становника, следећег националног састава:
| Попис 1991.‍   | Попис 1991.‍  | Попис 1991.‍ | Попис 1991.‍ | Попис 1991.‍ |
| ------------- | ------------ | ----------- | ----------- | ----------- |
|               |              |             |             |             |
| Хрвати        | Хрвати       |             | 1.808       | 88,23%      |
| Срби          | Срби         |             | 173         | 8,44%       |
| Југословени   | Југословени  |             | 20          | 0,97%       |
| Албанци       | Албанци      |             | 6           | 0,29%       |
| Муслимани     | Муслимани    |             | 4           | 0,19%       |
| Македонци     | Македонци    |             | 2           | 0,09%       |
| Немци         | Немци        |             | 2           | 0,09%       |
| Мађари        | Мађари       |             | 1           | 0,04%       |
| Црногорци     | Црногорци    |             | 1           | 0,04%       |
| остали        | остали       |             | 3           | 0,14%       |
| неопредељени  | неопредељени |             | 11          | 0,53%       |
| непознато     | непознато    |             | 18          | 0,87%       |
| укупно: 2.049 |              |             |             |             |

## Познате личности
- Никола Бабић Мика, народни херој Југославије